# European Community Championship 1997 - Qualificazioni singolare
Le qualificazioni del singolare  dell'European Community Championship 1997 sono state un torneo di tennis preliminare per accedere alla fase finale della manifestazione. I vincitori dell'ultimo turno sono entrati di diritto nel tabellone principale. In caso di ritiro di uno o più giocatori aventi diritto a questi sono subentrati i lucky loser, ossia i giocatori che hanno perso nell'ultimo turno ma che avevano una classifica più alta rispetto agli altri partecipanti che avevano comunque perso nel turno finale.
Le qualificazioni del torneo European Community Championship 1997 prevedevano 16 partecipanti di cui 4 sono entrati nel tabellone principale.

## Teste di serie
1. Karim Alami (primo turno)
2. Dominik Hrbatý (primo turno)
3. Karol Kučera (primo turno)
4. Daniel Vacek (primo turno)

1. Dick Norman (primo turno)
2. Martin Sinner (primo turno)
3. Filip Dewulf (primo turno)
4. Dennis van Scheppingen (ultimo turno)

## Qualificati
1. Christophe Van Garsse
2. Nicolas Kiefer

1. Martin Sinner
2. Dick Norman

## Tabellone

### Legenda
| - Q = Qualificato - WC = Wild card - LL = Lucky loser | - ALT = Alternate - SE = Special Exempt - PR = Protected Ranking | - w/o = Walkover - r = Ritirato - d = Squalificato |

### Sezione 1
|  | Primo turno | Primo turno            | Primo turno            | Primo turno | Primo turno |  |  | Ultimo turno | Ultimo turno           | Ultimo turno           | Ultimo turno | Ultimo turno |  |
|  |             |                        |                        |             |             |  |  |              |                        |                        |              |              |  |
|  |             | Christophe Van Garsse  | Christophe Van Garsse  | 7           | 6           |  |  |              |                        |                        |              |              |  |
|  | 1           | Karim Alami            | Karim Alami            | 6           | 2           |  |  |              | Christophe Van Garsse  | Christophe Van Garsse  | 6            | 6            |  |
|  | 8           | Dennis van Scheppingen | Dennis van Scheppingen | 7           | 6           |  |  | 8            | Dennis van Scheppingen | Dennis van Scheppingen | 4            | 2            |  |
|  |             | Andrej Ol'chovskij     | Andrej Ol'chovskij     | 6           | 3           |  |  |              |                        |                        |              |              |  |

### Sezione 2
|  | Primo turno | Primo turno      | Primo turno      | Primo turno | Primo turno |  |  | Ultimo turno   | Ultimo turno   | Ultimo turno | Ultimo turno | Ultimo turno |  |
|  |             |                  |                  |             |             |  |  |                |                |              |              |              |  |
|  |             | Nicolas Kiefer   | 2                | 7           | 7           |  |  |                |                |              |              |              |  |
|  | 2           | Dominik Hrbatý   | 6                | 6           | 5           |  |  | Nicolas Kiefer | Nicolas Kiefer | 5            | 7            | 6            |  |
|  |             | Filip Dewulf     | Filip Dewulf     | 6           | 6           |  |  | Filip Dewulf   | Filip Dewulf   | 7            | 5            | 3            |  |
|  | 7           | Alexander Volkov | Alexander Volkov | 3           | 0           |  |  |                |                |              |              |              |  |

### Sezione 3
|  | Primo turno | Primo turno   | Primo turno   | Primo turno | Primo turno |  |  | Ultimo turno  | Ultimo turno  | Ultimo turno  | Ultimo turno | Ultimo turno |  |
|  |             |               |               |             |             |  |  |               |               |               |              |              |  |
|  |             | Fernon Wibier | Fernon Wibier | 6           | 7           |  |  |               |               |               |              |              |  |
|  | 3           | Karol Kučera  | Karol Kučera  | 3           | 5           |  |  | Fernon Wibier | Fernon Wibier | Fernon Wibier | 3            | 3            |  |
|  |             | Martin Sinner | Martin Sinner | 6           | 6           |  |  | Martin Sinner | Martin Sinner | Martin Sinner | 6            | 6            |  |
|  | 6           | Ján Krošlák   | Ján Krošlák   | 4           | 4           |  |  |               |               |               |              |              |  |

### Sezione 4
|  | Primo turno | Primo turno   | Primo turno   | Primo turno | Primo turno |  |  | Ultimo turno | Ultimo turno | Ultimo turno | Ultimo turno | Ultimo turno |  |
|  |             |               |               |             |             |  |  |              |              |              |              |              |  |
|  |             | Lars Rehmann  | 6             | 6           | 6           |  |  |              |              |              |              |              |  |
|  | 4           | Daniel Vacek  | 2             | 7           | 2           |  |  | Lars Rehmann | Lars Rehmann | Lars Rehmann | 6            | 2            |  |
|  |             | Dick Norman   | Dick Norman   | 6           | 6           |  |  | Dick Norman  | Dick Norman  | Dick Norman  | 7            | 6            |  |
|  | 5           | Nicklas Kulti | Nicklas Kulti | 3           | 4           |  |  |              |              |              |              |              |  |